# Stor skägglungmossa
Stor skägglungmossa (Asterella lindenbergiana) är en levermossart som först beskrevs av August Karl Joseph Corda och Christian Gottfried Daniel Nees von Esenbeck, och fick sitt nu gällande namn av Arnell. Stor skägglungmossa ingår i släktet skägglungmossor, och familjen Aytoniaceae. Enligt den finländska rödlistan är arten akut hotad i Finland. Arten är reproducerande i Sverige. Artens livsmiljö är kalkstensklippor och kalkbrott.